# Épicéa de Chine
Picea aspereta
Espèce
Classification phylogénétique
Synonymes
Statut de conservation UICN

 VU A2cd : Vulnérable
L’Épicéa de Chine (Picea aspereta) est une espèce d’arbres résineux de la famille des Pinacées et du genre Picea. L'aire de répartition de l’Épicéa de Chine inclut les provinces chinoises de Gansu, de Ningxia, du Qinghai, de Shaanxi et du Sichuan. L’Épicéa de Chine est une espèce d'arbres menacées par l'exploitation forestière et est classée comme espèce vulnérable par l'Union internationale pour la conservation de la nature.

## Dénomination
En chinois, l’Épicéa de Chine est nommé yun shan (云杉).

## Utilisation

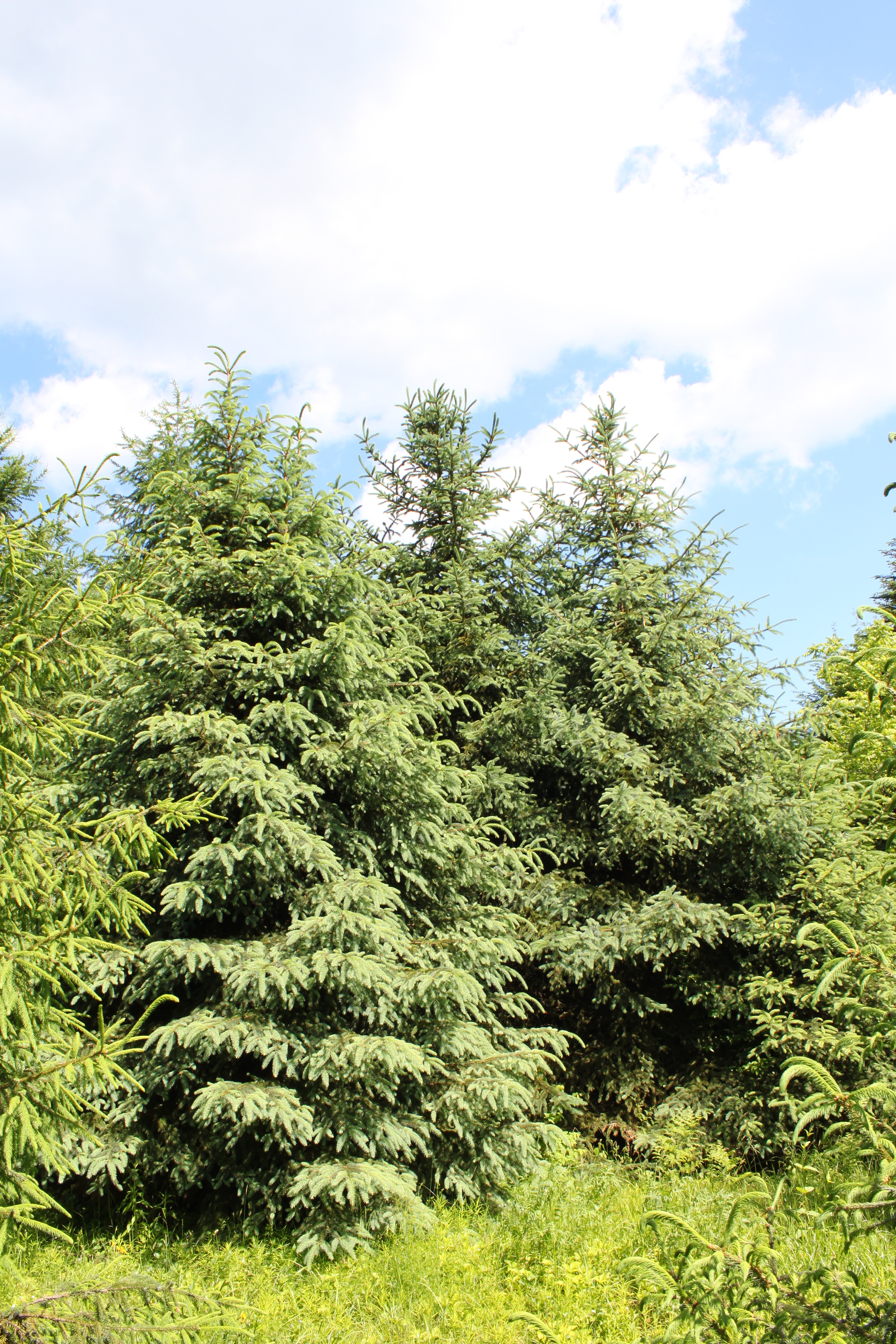
Épicéa de Chine cultivé en Pologne.

L’Épicéa de Chine est utilisé pour la construction, les traverses de chemin de fer, des meubles, et la fibre de bois. Les racines, les branches et les aiguilles sont utilisées pour la fabrication d'huiles aromatiques.